# Crenella
Crenella is een geslacht van tweekleppigen uit de familie van de Mytilidae.

## Soorten
- Crenella arenaria Monterosato, 1875 ex H. Martin, ms.
- Crenella decussata (Montagu, 1808) (Geruite streepschelp)
- Crenella divaricata (d'Orbigny, 1853)
- Crenella faba (O. F. Müller, 1776)
- Crenella gemma Olsson & McGinty, 1958
- Crenella magellanica Linse, 2002
- Crenella marionensis E. A. Smith, 1885
- Crenella minuta Thiele & Jaeckel, 1931
- Crenella pectinula (Gould, 1841)
- Crenella pellucida (Jeffreys, 1859)
- Crenella pura E. A. Smith, 1890
- Crenella skomma (McLean & Schwengel, 1944)